# 黄钺 (建文进士)
黃鉞（？—1402年），字叔揚，江浙行省平江路常熟州人，明朝政治人物。

## 生平
黃鉞為太學生，洪武初年授典史。建文二年（1400年）庚辰科二甲第三十三名進士，授戶科給事中，丁憂歸里。燕王朱棣向南進攻，方孝孺問其計策，均言中。朱棣即位後，黃鉞閉門不見，朱棣召其為戶科左給事中，黃鉞途中投水自盡。《明季南略》記載南明追贈黃鉞諡號“忠獻”。清乾隆四十一年（1776年）追諡忠節。

## 著作
著有《黃給諫遺稿》一卷。

## 家族
先世本居中原，隨宋室南渡，後從海門遷常熟。高祖黃道山；曾祖黃錫孫（字禹疇，號穀山）有《穀山集》；祖父黃明德（字止善）著有《晚翠翁詩稿》；父黃大觀（字養浩）。有玄孫黃拱斗、黃師曾。
據明末清初戲曲家李玉根據畫家黃向堅（1609-1673）在明清鼎革之際“萬里尋親”之事創作劇本《萬里圓》，劇中人物黃向堅的父親黃孔昭（字含美）稱遷吳始祖為黃鉞。